# Listrostachys
Listrostachys là một chi thực vật có hoa trong họ, Orchidaceae.